# Gustav von Schoultz
Gustav Toivo Johannes von Schoultz (* 11. Oktober 1871 Moskau, Russisches Kaiserreich; † 9. September 1946 Saalfeld, Deutschland) war ein finnischer Experte für Marinefragen und Seerecht, der in der Marine des Russischen Reiches diente und als Kommandeur in der unabhängigen Finnischen Marine in den Jahren 1919 sowie 1923–1926 tätig war.

G. v. Schoultz zwischen 1926 und 1931.

## Vor dem Ersten Weltkrieg
Von Schoultz wurde in Moskau geboren und besuchte die russische Schule, war aber finnischer Abstammung. Von Schoultz besuchte von 1884 bis 1890 die Seekadettenschule in St. Petersburg und von 1900 bis 1903 die Militärjuristische Akademie Sankt Petersburg sowie eine Ausbildungsstätte für Torpedos und Minen in Kronstadt. Er war mit dem internationalen Seerecht vertraut und verfasste eine juristische Dissertation über Strafverfahren. In jungen Jahren fuhr er 1891–1893 auf dem Kreuzfahrtschiff Dmitri Donsko und 1896–1898 auf dem Schlachtschiff Sisoi Veliki zur See. Später kommandierte von Schoultz unter anderem ein Torpedoboot und arbeitete als Militärrichter. Von 1907 bis 1912 war er Professor für Staatsrecht und Völkerrecht an der St. Petersburger Maritimen Akademie. Er trat 1912 von der Marine zurück und arbeitete einige Jahre als Anwalt in St. Petersburg. Von Schoultz war von 1911 bis 1914 auch Mitautor der russischen Militärenzyklopädie. Im Jahr 1913 wurde er zum Kapitän erster Klasse (Commodore) befördert.

## Erster Weltkrieg
Nach dem Ausbruch des Ersten Weltkriegs im Jahr 1914 wurde von Schoultz einberufen und zunächst als Kreuzerkapitän für die Ostsee eingesetzt. Ab April 1915 diente er als Verbindungsoffizier in der russischen Marine zur Royal Navy. In dieser Funktion nahm er unter anderem an der Skagerrakschlacht im Sommer 1916 teil. Im Januar 1918, nach der Revolution, trat von Schoultz aus dem russischen Dienst aus, blieb jedoch weiter in der englischen Marine, bis er im März 1918 bei einem Unfall verwundet wurde und in ein Militärkrankenhaus in Chatham, England verlegt wurde.

## Nach dem Krieg
Von Schoultz zog im Mai 1919 nach Finnland und wurde als Kommodore in den Büchern der finnischen Marine geführt. Von Juli bis September 1919 war er zwei Monate lang Kommandeur der finnischen Marine, danach wurde er zum Chef der Küstenwache ernannt. Von 1923 bis 1926 war er stellvertretender Kommandant der finnischen Marine. Als er 1926 wegen mangelnder Kenntnisse der finnischen Sprache zurücktrat, erhielt er den Rang eines Admirals. In den 1920er Jahren hatte von Schoultz verschiedene Vertrauensstellungen in der finnischen Marine inne, beispielsweise als Vorstandsvorsitzender der Finnish Navy Association von 1926 bis 1930. Er war auch Finnlands Vertreter bei den Vorbereitungen für die Abrüstungskonferenzen in London und Genf im Jahr 1928. Während des spanischen Bürgerkriegs von 1937 bis 1939 war von Schoultz als stellvertretender Überwachungschef im Hafen von Sète einer der internationalen Beobachter der spanischen Seegrenzen im Rahmen des Interferenzausschusses des Völkerbundes. Die Sowjetunion lehnte seine Ernennung ab, weil er in einer Rede von 1934 die Befestigung von Åland unterstützt und darüber in der deutschen Zeitschrift Völkischer Beobachter geschrieben hatte. Von Schoultz ließ sich später in Deutschland nieder. Im Herbst 1944 beteiligte er sich an der Gründung der Vereinigung Deutscher Finnen in Berlin. Er starb 1946 in Saalfeld.

## Verschiedenes
Von Schoultz veröffentlichte 1923 ein Buch über die englische Marine im Ersten Weltkrieg, das auch auf Deutsch, Englisch, Französisch und Italienisch erschien. In einer Kontroverse vor dem Untersuchungsausschuss der Weimarer Republik für die Schuldfragen des Weltkrieges stützten sich sowohl Konteradmiral a. D. Franz Brüninghaus als auch der Gutachter, Deckoffizier und Vorsitzende des Deckoffizierbundes, Emil Alboldt auf von Schoultz. Auch Gerhard P. Groß verwies in einem Artikel über den letzten Flottenvorstoß 1918 auf von Schoultz.
Von Schoultz' Eltern waren Staatsrat Konstantin Lorenz Sebastian von Schoultz und Ida Amoena Berg. Im Jahr 1897 heiratete er Anna Antonia Alida Fredrika Schroeter aus Deutschland.

## Veröffentlichungen
- Босфор и Дарданеллы. St. Petersburg 1907 (russisch, Bosporus und Dardanellen).
- Mit der Grand Fleet im Weltkrieg. K. F. Koehler, Leipzig 1925 (Originaltitel: Englannin suuri laivasto – maailmansodassa mukana olleen muistelmia. Otava, Helsinki 1923. Erschien in englischer Sprache als With the British Battle Fleet. War Recollections of a Russian Naval Officer. London 1925 und in französischer Sprache als Avec la "Grand Fleet" (1915–1918): Souvenirs de guerre. Payot, Paris 1928).
- Englannin nousu merivallaksi. Otava, Helsinki 1930 (finnisch).
- G. von Schoultz, T. V. Viljanen, J. O. Hannula: "Sotataito"; "Maailmansota"; Suomen vapaussota"; "Aunuksen vapaustaistelu". Otava, Helsinki 1940 (finnisch, Eripainos Ison tietosanakirjan artikkeleista (Sonderausgabe in der Großen Enzyklopädie)).
- Atlantikschlacht? Helsinki 1942 (finnisch, Svenska tysklandsvänners i Finland skriftserie 2).